# Revista Militar
A Revista Militar é um periódico especializado em temática militar que se publica ininterruptamente na cidade de Lisboa desde 1849, sendo por isso considerado o mais antigo órgão de imprensa militar do Mundo.

## Historial
A Revista Militar iniciou a sua publicação como órgão da Empresa da Revista Militar, uma agremiação fundada a 1 de Dezembro de 1848 por iniciativa de Fontes Pereira de Melo, então tenente do Real Corpo de Engenheiros, tendo como sócios um grupo de 26 oficiais do Exército e da Armada.
O primeiro número da Revista Militar saiu em Janeiro de 1849, mantendo-se em publicação ininterrupta até à actualidade. Este longo período de publicação permitiu a constituição de um importante acervo, fundamental para o estudo da história militar do último século e meio.